# زاوية النحلية أداسيل
زاوية النحلية أداسيل هي بلدة مغربية تقع غرب مدينة مراكش وتبعد عنها ب 30 كلم. المدينة تنتمي لإقليم شيشاوة وتضم 15.950 نسمة (إحصاء 2004).